# Кингстън (Ню Йорк)
Вижте пояснителната страница за други значения на Кингстън.
Кингстън (на английски: Kingston) е град в САЩ, административен център на окръг Ълстър, щата Ню Йорк.
Разположен е на 146 километра северно от Ню Йорк и 95 километра южно от Олбани. Има население 23 169 души по приблизителна оценка от 2017 г.